# كهف الجنة

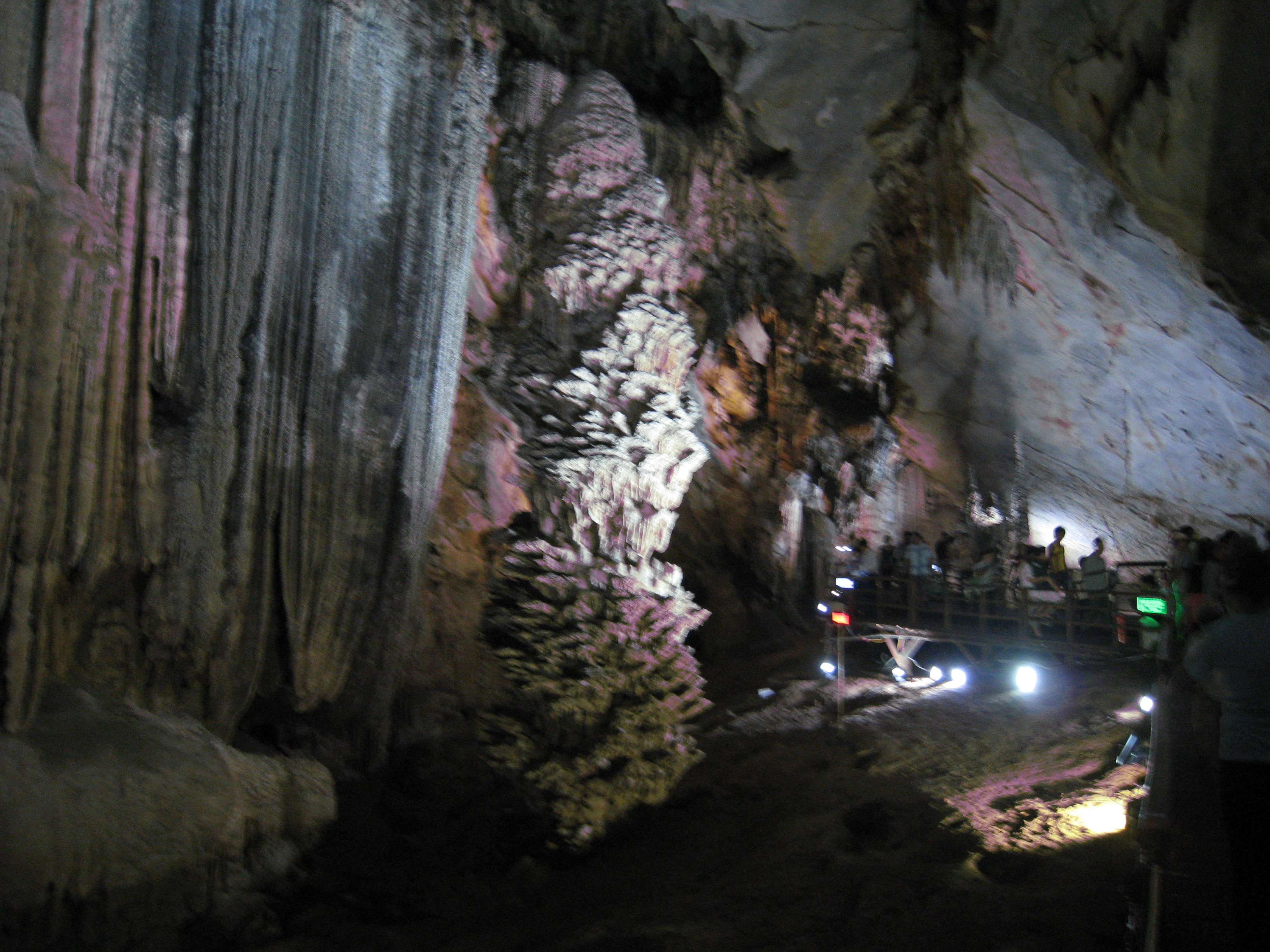
كهف الجنة

كهف الجنة (بالإنجليزية: Thiên Đường Cave) هو كهف في فيتنام على بعد 60 كيلومترٍ إلى الشمال الغربي من مدينة دونج هوي و 450 كيلومترا إلى الجنوب من هانوي. اكتشف رجل محلي هذا الكهف في عام 2005. في عام 2010 أعلنوا أن طول الكهف هو 35 كم. وبسبب جماله أسموه «كهف الجنة». وهو أطول كهف في آسيا.